# Gigg Lane
Gigg Lane  je nogometni stadion u Buryju, gradu u dijelu Greater Manchestera. Povijesno je unutar pokrajine Lancashire, bio je izgrađen za Bury F.C. 1885., te je njihov dom sve do danas. 
Stadion Gigg Lane je otvoren prijateljskom utakmicom između Buryja i Wigan Athletica 12. rujna 1885.,  u kojoj je Bury pobijedio 4:3. Trenutni kapacitet stadiona je 11.000 sjedećih mjesta. 
Stadion je bio korišten za mnoge sportove osim nogometa, kao što su ragbi, kriket, bejzbol i lacrosse. Nedavno je nogometaš Manchester Uniteda,  Anderson snimio televizijski oglas za Adidas na terenu u Gigg Laneu.